# Tumwater
Tumwater és una població dels Estats Units a l'estat de Washington. Segons el cens del 2000 tenia 12.698 habitants.

## Demografia
Segons el cens del 2000, Tumwater tenia 12.698 habitants, 5.659 habitatges, i 3.253 famílies. La densitat de població era de 492,7 habitants per km².
Dels 5.659 habitatges en un 28,3% hi vivien nens de menys de 18 anys, en un 41,5% hi vivien parelles casades, en un 12,3% dones solteres, i en un 42,5% no eren unitats familiars. En el 33,7% dels habitatges hi vivien persones soles el 10,2% de les quals corresponia a persones de 65 anys o més que vivien soles. El nombre mitjà de persones vivint en cada habitatge era de 2,2 i el nombre mitjà de persones que vivien en cada família era de 2,82.
Per edats la població es repartia de la següent manera: un 23,2% tenia menys de 18 anys, un 10,9% entre 18 i 24, un 29,5% entre 25 i 44, un 23% de 45 a 60 i un 13,5% 65 anys o més.
L'edat mediana era de 36 anys. Per cada 100 dones de 18 o més anys hi havia 84,5 homes.
La renda mediana per habitatge era de 43.329 $ i la renda mediana per família de 54.156 $. Els homes tenien una renda mediana de 41.778 $ mentre que les dones 32.044 $. La renda per capita de la població era de 25.080 $. Aproximadament el 4,3% de les famílies i el 8,5% de la població estaven per davall del llindar de pobresa.

## Poblacions més properes
El següent diagrama mostra les poblacions més properes.